# Die Gezeichneten
Die Gezeichneten (Els designats, Els marcats o Els estigmatitzats) és una òpera en tres actes composta per Franz Schreker sobre un llibret en alemany del mateix compositor.

## Història
El 1912 Der ferne Klang va permetre descobrir Schreker, però va ser l'estrena de Die Gezeichneten el 1918 la que el va establir com el compositor d'òpera central de la seva generació. Un cop acabada la Primera Guerra Mundial, les seves obres dominarien els escenaris de Centreeuropa. El 1920 va ser nomenat director de la Musikhochschule de Berlín, el principal conservatori alemany, que incloïa professors il·lustres com Paul Hindemith, Artur Schnabel i Carl Flesch i de la que van sortir l'avantguarda de la següent generació, entre ells Ernst Krenek, Jascha Horenstein, Karol Rathaus o Berthold Goldschmidt. Amb tots aquests ingredients, Schreker es va convertir en un pioner en les noves tecnologies de la ràdio, l'enregistrament elèctric i el cinema sonor. El 1932, pressionat per la dreta política es va veure obligat a renunciar al seu càrrec al Conservatori i amb l'arribada de Hitler el 1933, ell i Schönberg van ser acomiadats de l'Acadèmia de les Arts de Prússia. Pocs mesos després, Schreker va patir un ictus, del qual va morir el 21 de març de 1934, dos dies abans del seu 56è aniversari.
Schreker va escriure el llibret el 1911 a petició del compositor i amic Alexander Zemlinsky basat en l'obra de 1904 Hidalla del dramaturg alemany Frank Wedekind. Zemlinsky volia que Franz li escrivís un llibret sobre un home lleig, i tenia les seves raons per tractar aquest tema. Com que Schreker li va manllevar la idea, llavors li va recomanar a Zemlinsky un altre text d'Oscar Wilde sobre un tipus molt lleig, L'aniversari de la infanta, amb el que va tractar el seu propi heroi humiliat a Der Zwerg (El nan), basat en el relat de Wilde.
La partitura va ser publicada per primera vegada per Universal Edition de Viena.

## Representacions

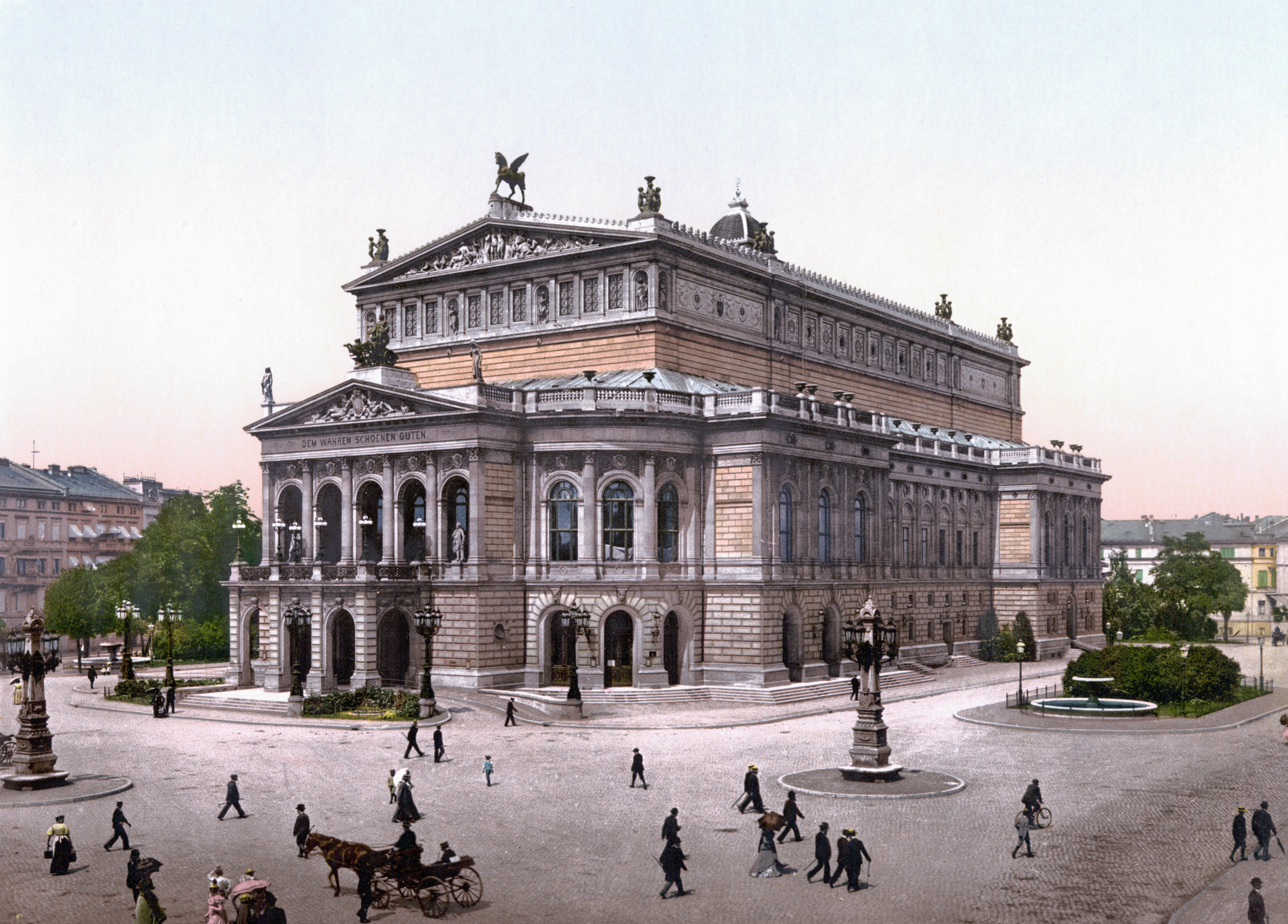
L'⁣Òpera de Frankfurt c. 1900

Una versió de concert ampliada de l'obertura de l'òpera, titulada Vorspiel zu einem Drama, va ser interpretada al Musikverein de Viena el 8 de febrer de 1914 per la Filharmònica de Viena, dirigida per Felix Weingartner.
L'òpera completa es va representar per primera vegada el 25 d'abril de 1918 per l'Oper Frankfurt, dirigida per Ludwig Rottenberg. IVa establir a Schreker com el compositor d'òpera preeminent de la seva generació i li va fer guanyar el suport del crític musical més important d'Alemanya, Paul Bekker. Abans que la música del compositor fos prohibida el 1933, a causa de la seva ascendència jueva, van seguir dues dotzenes de produccions més en quinze ciutats diferents d'Alemanya i Àustria. El cartell de la primera representació a Viena, el gener de 1920, esmenta 66 representacions anteriors de l'òpera en cinc teatres diferents (Frankfurt, Nuremberg, Múnic, Dresden i Breslau).
El director Michael Gielen va reviure l'òpera a l'Òpera de Frankfurt el 1979. A l'actuació, que es va gravar, William Cochran va aparèixer com Alviano Salvago, Barry Mora com Tamare, June Card com Carlotta i Günter Reich com el Duc. Es va representar per primera vegada a Festival de Salzburg el 1984, en versió concert i amb Gerd Albrecht a la batuta. Al mateix festival es va posar en escena, encara que molt retallada, l'any 2005, dirigida per Nikolaus Lehnhoff i dirigida per Kent Nagano, amb Robert Brubaker (Alviano) i Anne Schwanewilms (Carlotta) en els papers principals.
L'estrena americana va ser presentada per Los Angeles Opera el 10 d'abril de 2010, seguida de tres actuacions més. Sota la direcció de James Conlon i amb Robert Brubaker (Alviano), Anja Kampe (Carlotta) i Martin Gantner (Tamare) van interpretar els papers principals. Aquestes actuacions van ser aclamades per la crítica com la primera representació d'una òpera de Schreker a l'⁣hemisferi occidental.
De tornada a Europa, el mateix mes, Die Gezeichneten va rebre sis funcions al Teatre Massimo de Palerm en una producció de Graham Vick. L'estrena francesa va tenir lloc el març de 2015, a l'⁣Òpera de Lió en una producció de David Bösch. Va ser dirigida per Alejo Pérez. L'òpera va tornar a Múnic en una nova producció a l'Òpera Estatal de Baviera el juliol de 2017 com a part del Festival de l'Òpera de Múnic. Krzysztof Warlikowski va dirigir l'escena i Ingo Metzmacher va dirigir l'orquestra.

## Rols
| Rol                                   | Tipus de veu | Elenc de l'estrena, 25 d'abril 1918 (Director: Ludwig Rottenberg) |
| ------------------------------------- | ------------ | ----------------------------------------------------------------- |
| Duke Antoniotto Adorno                | baix         | Walter Schneider                                                  |
| Count Vitelozzo Tamare                | baríton      | Robert vom Scheidt                                                |
| Lodovico Nardi, Podestà               | baix         | Willy Roos                                                        |
| Carlotta Nardi, la seva filla         | soprano      | Else Gentner-Fischer                                              |
| Alviano Salvago, un noble genovès     | tenor        | Karl Ziegler                                                      |
| Guidobald Usodimare, un noble genovès | tenor        | Hermann Schramm                                                   |
| Menaldo Negroni, un noble genovès     | tenor        | Erik Wirl                                                         |
| Michelotto Cibo, un noble genovès     | baríton      | Rudolf Brinkmann                                                  |
| Gonsalvo Fieschi, un noble genovès    | baríton      | Fritz Meurs                                                       |
| Julian Pinelli, un noble genovès      | baix         | Josef Gareis                                                      |
| Paolo Calvi, un noble genovès         | baix         | Josef Gareis                                                      |
| Capitaneo di Giustizia                | baix         | Leo Kaplan                                                        |
| Ginevra Scotti                        | soprano      | Marta Uersfeld                                                    |
| Martuccia, La mestressa d'Alviano     | contralto    | Marie Welling-Bertram                                             |
| Pietro, un assassí                    | tenor        |                                                                   |
| Un jove                               | tenor        | Franz Wartenberg                                                  |
| La seva amiga                         | baix         | Willy Schürmann                                                   |
| Una jove                              | soprano      | Elisabeth Kandt                                                   |
| Primer senador                        | tenor        | Erik Wirl                                                         |
| Segon senador                         | baríton      | Rudolf Brinkmann                                                  |
| Tercer senador                        | baix         | Josef Gareis                                                      |
| Un criat                              | baix         |                                                                   |
| Una criada                            | mezzosoprano | Anita Franz                                                       |
| Primer ciutadà                        | tenor        |                                                                   |
| Segon ciutadà                         | baríton      | Carl Bauermann                                                    |
| Tercer ciutadà                        | baix         | Willy Schürmann                                                   |
| Pare                                  | baix         | Paul Neumann                                                      |
| Mare                                  | contralto    | Frieda Hammerschmidt                                              |
| Un nen petit, que no parla            |              |                                                                   |
| Primer home jove                      | tenor        | Franz Wartenberg                                                  |
| Segon home jove                       | baríton      | Carl Bauermann                                                    |
| Tercer home jove                      | baix         | Willy Schürmann                                                   |
| Un ciutadà gegant                     | baix         | Karl Kröff                                                        |

## Instrumentació
La partitura orquestral requereix:
- 4 flautes (4t flautí doblat), 4 oboès (4t trompa anglesa doblada), 4 clarinets en la/si bemoll (4t clarinet doblat en mi bemoll i trompa de basset), clarinet baix en si bemoll, 2 fagots, contrafagot
- 6 trompetes en fa, 4 trompetes en do (4a trompeta baixa), 3 trombons, tuba
- timbals, xilòfon, glockenspiel, campanes, castanyoles, triangle, plats, tam-tam, tamborí, tambor, bombo, tambor tenor (3 músics)
- 2 arpes, celesta, piano
- cordes (violins I, violins II, violes, violoncels, contrabaix).[6]

## Argument
L'òpera està ambientada a la Gènova del segle XVI

### Acte 1
El jove noble genovès Alviano Salvago, geperut i deforme, no s'atreveix a somiar amb l'amor de les dones. Vol fer una donació a la gent de Gènova de l'illa paradís anomenada "Elysium" que ha creat. Els seus amics, un grup de joves nobles dissoluts, han estat utilitzant una gruta subterrània a l'illa per a orgies amb dones joves segrestades de prominents famílies genoveses, i intervenen amb el duc Adorno per aturar la transferència de propietat. Un d'ells, el comte Tamare, ha posat la mirada en Carlotta, filla del Podestà. Carlotta el rebutja, ja que només li interessa Salvago, l'ànima del qual vol pintar.

### Acte 2
Enfurismat pel rebuig de Carlotta, Tamare jura a Adorno que la prendrà per força. També revela el secret de la gruta a Adorno. No volent que Salvago es torni més popular que ell a conseqüència del regal, Adorno decideix utilitzar l'existència de la gruta secreta com a excusa per vetar el trasllat. Mentre Salvago està assegut per a la Carlotta, ella es queixa que no pot pintar-li l'ànima si ell segueix evitant mirar-la. Al que ell respon que com és lleig, encara té els sentiments d'un home en presència d'una bella dona... Finalment, la Carlotta confessa que l'estima, però es desmaia en els seus braços mentre tots dos estan superats per l'emoció.

### Acte 3

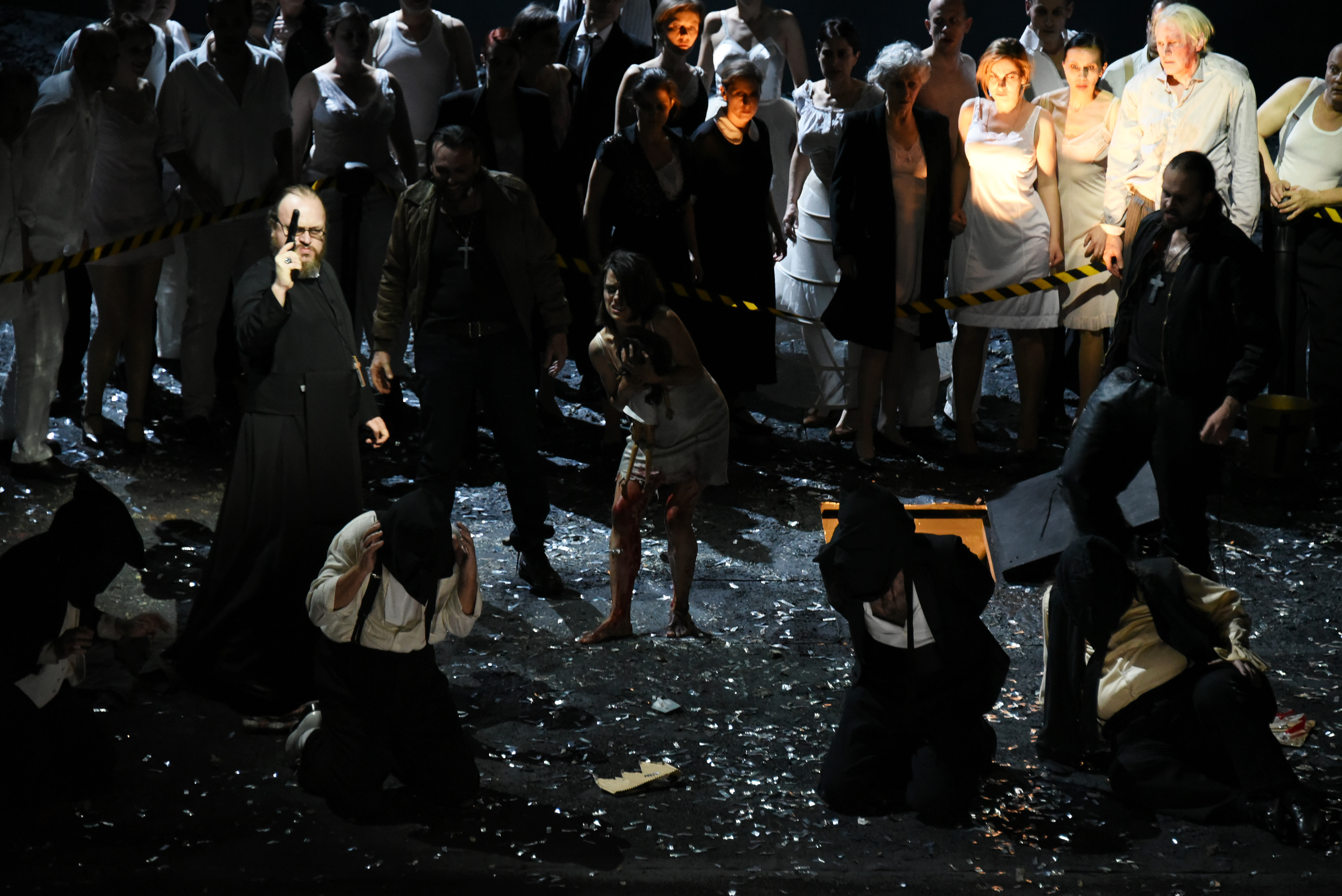
Les Stigmatisés, Opéra de Lyon 2015

Els ciutadans de Gènova van a l'illa per primera vegada i queden meravellats pel que veuen. Salvago demana al Podestà la mà de Carlotta en matrimoni. Ella l'esquiva, se'n va sola i a la gruta finalment sucumbeix davant de Tamare, que porta una màscara. El duc acusa Salvago d'haver dirigit els segrestos. Salvago, fora de si amb preocupació per Carlotta, porta tothom a la gruta subterrània. Carlotta es troba sense sentit en un llit, mentre que Tamare s'enorgulleix de les seves habilitats de conquesta. Salvago l'apunyala. La Carlotta es desperta, Salvago corre al seu costat, però amb el seu alè agonitzant crida a la Tamare. Salvago, completament trastornat, ensopega amb el cos de Tamare mentre s'obre pas entre la multitud atordida.

## Enregistraments
(clau: Director – Carlotta/Salvago/Tamare/Adorno/Lodovico)
- Winfried Zillig – Evelyn Lear / Helmut Krebs / Thomas Stewart / Franz Crass / Ernst Wiemann, gravat el 1960, en directe a Hamburg, Voce
- Michael Gielen – Card/Götz/Mora-B/Reich/Hagenau, 1979, en directe a Frankfurt, MRF
- Gerd Albrecht – Martin-Ja/Riegel/Becht/ Theo Adam/Meven, Radio-Symphonieorchester Wien, 1984, en directe a Salzburg, Orfeo[15]
- Edo de Waart – Marilyn Schmiege/William Cochran/Cowan/van Tassel/Oosterkamp, Netherlands Radio Chorus and Orchestra, 1990, en directe a Amsterdam, Marco Polo cat. 223328
- Lothar Zagrosek – Elizabeth Connell / Heinz Kruse / Monte Pederson /Muff/Polgár, Deutsches Symphonie-Orchester Berlin, 1994, gravació d'estudi realitzada a l'església de Jesucrist de Dahlem, Berlín, Decca (en la seva sèrie Entartete Musik)[16]
- Kent Nagano – Anne Schwanewilms / Robert Brubaker / Michael Volle /Hale/Schöne, Deutsches Symphonie-Orchester Berlin, 2005, vídeo de Salzburg, incomplet, EuroArts
- Philippe Auguin – Blancas/Hoare/Hendricks/Hale/Ebbecke, 2010, vídeo de Palerm, RAI
- James Conlon – Anja Kampe /Robert Brubaker/ Martin Gantner /Johnson-J/Schöne, Chorus and Orchestra of Los Angeles Opera, 2010, en directe a Los Angeles, Bridge Records
- Alejo Pérez – Hofmann-MA/Workman/Neal/Marquardt/Eder, 2015, en directe a Lió, Ràdio França
- Ingo Metzmacher – Naglestad/ John Daszak /Maltman/Konieczny/Miles, 2017, transmissió de vídeo des de Múnic, BR